# چارلی استوارت
چارلی استوارت (انگلیسی: Charlie Stewart؛ زادهٔ ۹ سپتامبر ۱۹۹۳) یک هنرپیشه اهل ایالات متحده آمریکا است.